# Maria Heiskanen
Pour les articles homonymes, voir Heiskanen.
Maria Heiskanen, née le 21 août 1970 à Kuopio (Finlande), est une actrice finlandaise.
Elle travaille au cinéma, à la télévision et au théâtre.

## Biographie
Le premier rôle de Maria Heiskanen est dans le film suédois de 1991 Il Capitano : A Swedish Requiem réalisé par Jan Troell. Pour son rôle, Heiskanen a remporté le Gold Plaque Award au Festival international du film de Chicago pour la meilleure actrice en 1992. Heiskanen a vécu en Suède de 1993 à 2003 et a travaillé dans le cinéma et le théâtre. Elle a joué au Théâtre dramatique royal et au Théâtre national suédois de tournée où elle a par exemple interprété le rôle de Masja dans La Mouette d'Anton Tchekhov (2008) mis en scène par Lars Norén.
En Finlande, Maria Heiskanen travaille avec Aki Kaurismäki dans Les Lumières du faubourg (2006). Elle joue également dans Un travail d'homme (2007) d'Aleksi Salmenperä et a été nommée aux prix Jussi pour ses deux performances.
En 2008, Maria Heiskanen joue le rôle principal dans Instants éternels de Jan Troell, pour lequel elle a remporté le prix Guldbagge de la meilleure actrice et le prix de la meilleure actrice au Festival international du film de Valladolid. Le film a remporté le prix Guldbagge du meilleur film et a été nommé pour le meilleur film en langue étrangère aux 66e Golden Globe Awards. Il a également fait partie de la liste des finalistes du mois de janvier pour le prix du meilleur film en langue étrangère lors de la 81e cérémonie des Oscars, mais n'a pas été sélectionné parmi les nommés finaux.

## Filmographie (sélection)

### Au cinéma
- 1991 : Il Capitano : Un requiem suédois[1]
- 1993 : Brandbilen som försvann de Hajo Gies
- 2001 : Blanche comme la neige
- 2006 : Les Lumières du faubourg
- 2007 : Un travail d'homme
- 2008 : Instants éternels
- 2017 : Korparna (sv) de Jens Assur
- 2023 : Les Feuilles mortes : Ylihoitaja

### À la télévision
- 2013 : Real Humans : 100 % humain (Äkta människor) de  Harald Hamrell (en) et Levan Akin : Lena, polishustru (série télévisée, 1 épisode)

## Récompenses et distinctions
Récompenses
- Chicago International Film Festival 1992 : Gold Plaque de la meilleure actrice pour Il capitano
- Venla Awards 2004 : Venla d'or de la meilleure actrice pour Täysin työkykyinen
- Valladolid International Film Festival 2008 : prix de la meilleure actrice pour Instants éternels
- Guldbagge Awards 2009 : Guldbagge de la meilleure actrice pour Instants éternels

Nominations
- Jussi Awards 2007 : Jussi de la meilleure actrice dans un second rôle pour Les Lumières du faubourg
- Jussi Awards 2008 : Jussi de la meilleure actrice dans un second rôle pour Un travail d'homme
- Guldbagge Awards 2018 : Guldbagge de la meilleure actrice dans un second rôle pour Korparna (sv)